# Хорнунгия
Хорнунгия, или Двусемянник (лат. Hornungia), — род травянистых растений семейства Капустные (Brassicaceae).

## Ботаническое описание
Мелкие однолетние травянистые растения. Листья цельные или перисто-рассечённые.
Чашелистики одинаковые. Лепестки белые. Тычиночные нити свободные, без зубцов. Стручочки широкоэллиптические или округлые, сжатые с боков, гнезда двусемянные или многосемянные.

## Таксономия
Hornungia Rchb., Deutschl. Fl. (H.G.L. Reichenbach) 1: 33 (1837).
Род назван в честь немецкого ботаника Эрнста Готфрида Хорнунга (1795—1862).

### Синонимы
- Astylus Dulac (1867)
- Hinterhubera Rchb. ex Nyman (1878)
- Hutchinsia W.T.Aiton (1812), nom. illeg.
- Hutchinsiella O.E.Schulz (1933)
- Hymenolobus Nutt. (1838) — Многосемянник
- Microcardamum O.E.Schulz (1928)
- Nasturtiolum Gray (1822), nom. illeg.
- Pritzelago Kuntze (1891)

### Виды
Род включает 7 видов:
- Hornungia alpina (L.) O.Appel
- Hornungia angustilimbata V.I.Dorof.
- Hornungia aragonensis (Loscos & J.Pardo) Heywood
- Hornungia pauciflora (W.D.J.Koch) Soldano, F.Conti, Banfi & Galasso
- Hornungia petraea (L.) Rchb. typus[1] — Хорнунгия каменистая, или Хорнунгия скальная
- Hornungia procumbens (L.) Hayek — Хорнунгия лежачая
- Hornungia puberula (Rupr.) D.A.German — Хорнунгия пушистая